# Ne Obliviscaris
Ne Obliviscaris (del latín, "No olvides") es una banda de metal extremo de Melbourne, Australia formada por seis miembros. Ellos usan una variedad de instrumentos como un violín, dos guitarras, bajo, batería, y voces limpias y guturales. Las influencias musicales van desde metal progresivo, black metal, death metal melódico, música clásica, jazz, avant-garde y flamenco.

## Tour mundial
Ne Oblvisicaris empezó una campaña de financiación colectiva en junio de 2014 para apoyar su gira mundial por diversos continentes. Su objetivo de A$40.000 fue superado, para luego llegar a una cantidad de A$86.132 el 29 de agosto de 2014. 

## Álbumes
En agosto de 2014, la banda anunció el lanzamiento de su segundo álbum llamado Citadel.
El 27 de octubre de 2017 la banda lanzó el álbum llamado Urn. Con base en citas que hizo la banda en las redes sociales se compuso de 6 canciones, su duración fue de 50 minutos aproximadamente y las canciones estuvieron compuestas por distintas partes como ya vimos en el disco Citadel.
En 2022 la banda anunció la salida de su nuevo álbum, Exul, en 2023.

## Discografía
Álbumes
- Portal of I (Code666 Records, 2012)
- Citadel (Season of Mist, 2014)
- Urn (Season of Mist, 2017)
- Exul (2023)

Demo álbumes
- The Aurora Veil (Independendiente, 2007)